# Krasnica (Vanga)
Krasnica je majhen otoček v skupini Brionskih otokov ob jugozahodni obali Istre severozahodno od Pule.
Krasnica, na nekaterih zemljevidih imenovana tudi Vanga, ki leži okoli 2 km zahodno ob Velikega Brijuna, je bila naseljena že v rimski dobi. V 1. stoletju je bilo na vzhodni obali otočka zgrajeno rimsko naselje.
Površina otočka meri 0,194 km². Dolžina obalnega pasu je 2,7 km. Po obliki spominja na številko 8.
Na Vangi je dal Tito urediti svojo zasebno vilo s sadovnjaki (znane so predvsem tukajšnje mandarine, ki jih je daroval jugoslovanskim otrokom) in vinogradi. Sprva je bila na otoku postavljena le senčnica. Del otoka za otokom Madono je viden iz Bele vile. 